# Митар Милошевић
Митар Милошевић (Увач, 1924, Увач, Краљевина СХС — 1995, Нови Сад, СР Југославија) био је српски партизан, официр, писац, новинар, уредник и издавач.
Између осталог, творац је и серијала рото-романа „Лун, краљ поноћи“ (најмање 74 свеске), технотрилера о научнику-хероју који се бори против организованог криминала и светских владара из сенке. Ове романе Милошевић је писао под псеудонимом Фредерик Ештон, под којим га најшира публика скоро искључиво зна.
Романи на српском су му збирно продати у преко десет милиона примерака, што га сврстава у групу најчитанијих српских и југословенских писаца свих времена.

## Рана биографија
Рођен у селу Увач у Црној Гори. Отишао је у партизане још као гимназијалац и учествовао у Другом светском рату. Више пута је одликован за ратне заслуге.
Након Ослобођења, Милошевић остаје у војној служби од 1945. до 1953, у чину капетана 1. класе.

## Издавачки и новинарски рад
Од 1953. до 1974. Милошевић је радио у новосадском новинско-издавачком предузећу „Дневник“. Почео је као извештач, а затим био помоћник главног уредника листа Трибина, уредник у политичкој рубрици листа Дневник, те главни и одговорни уредник комерцијалних издања НИШРО „Дневник“.
Између осталог, покренуо је и „X-100“, популарну југословенску едицију рото-романа шпијунског, акционог, каубојског, љубавног и научнофантастичног садржаја.

## Књижевно дело
Поред „Луна, краља поноћи“, Милошевић је под сопственим именом написао и десетак партизанских романа, као и неколико романа шпијунске и историјске садржине.
Нека од других познатијих дела су му: Комитска пећина (1959), Из бележнице једног обавештајца (1962), Тајанствени старац (1963), Распукла ледена кора (1978), Пејаков завет (1982), од којих су нека имала више издања и била награђивана угледним наградама.
Оставио је трага унутар више књижевних жанрова: шпијунског, технотрилера, партизанског и научнофантастичног.

## Неистраженост опуса
Дело Митра Милошевића уопште није дубље истраживано у стручној литератури, нити постоји објављена целовита библиографија овог аутора.
Сам Милошевић се ретко изјашњавао у јавности о свом деловању под псеудонимом Фредерика Ештона. Средином 1970-их, београдски магазин Зум репортер је открио јавности ко стоји иза псеудонима, а новосадски листови су тек 1980-их објавили разговоре са аутором (Став, 1982; Стрип забавник, 1985).

## Награде и признања
- Више одликовања за ратне заслуге у Народноослободилачкој борби
- Награда Друштва књижевника Војводине за роман Распукла ледена кора (1978)